# Daichi, Kermanshah
Daichi (în persană دايي چي, de asemenea, romanizat ca Dā'īchī) este un sat din districtul rural Baladarband, în districtul central al județului Kermanshah, provincia Kermanshah, Iran. La recensământul din 2006, populația sa era de 167 de locuitori, în 42 de familii.